# Белолипецкий, Алексей Яковлевич
Алексей Яковлевич Белоли́пецкий (укр. Олексій Якович Білоли́пецький; 15 марта 1918, Сукмановка, Тамбовская область — 2 июня 1993, Киев) — советский авиаконструктор, заместитель генерального авиаконструктора ГСОКБ-473, доктор технических наук, Герой Социалистического Труда.

## Биография
Окончил школу в родном Маслянине в 1936. Работал на авиазаводе имени В. П. Чкалова в Новосибирске с 1946 до 1952.
Принимал участие в разработке самолёта Ан-2, за что был удостоен Сталинской премии 2-й степени (1952).
В августе 1952 года по предложению О. К. Антонова переехал в Киев и назначен ведущим инженером авиационного завода №473 (с 1967 года Киевский - авиационный завод, с 1974 года Киевское авиационное производственное объединение, с 1985 года - имени О.К. Антонова, с 1992 года государственное предприятие «Киевский авиационный завод», с 1995 года завод «Авиант», - ныне B составе авиационного научно- технического комплекса имени О. К. Антонова), где занимался доводкой серийных самолётов и перспективными разработками.
С начала 1953 года ведущий конструктор по самолёту Ан-8. С сентября 1954 года заместитель главного конструктора по конструкции. Ha данной должности руководил работой конструкторского отдела при проектировании, испытаниях и внедрении в серийное производство самолётов Ан-8, Ан-10, Ан-12. Лауреат Ленинской премии за создание самолёта Ан-12 (1962). Один из основных руководителей разработки, конструирования, испытаний и внедрения в серийное производство самолёта Ан-22 ("изделие 100"). С января 1965 года работал главным конструктором Киевского механического завода.
За выдающиеся заслуги в разработке и внедрении в серийное производство самолёта Ан-22 Указом Президиума Верховного Совета СССР («закрытым») от 3 апреля 1975 года Белолипецкому Алексею Яковлевичу присвоено звание Героя Социалистического Труда с вручением ордена Ленина и золотой медали «Серп и Молот».
Автор более 20 научных работ, 30 изобретений. Доктор технических наук (26.09.1969).
Продолжал работать на прежней должности до марта 1987 года. Затем до 1990 года работал ведущим конструктором.
С 1990 года на пенсии. Жил в Киеве. Умер 2 июня 1993 года.

## Награды
- 1952, медаль Сталинской премии 2-й степени
- 12.07.1957, Орден Трудового Красного Знамени
- 1962, медаль Ленинской премии
- 22.07.1966, Орден Ленина
- 03.04.1975, Орден Ленина
- 03.04.1975, Золотая медаль "Серп и Молот"